# Live for Speed
Live for Speed (též LFS) je online závodní simulátor vyvíjený pouze tříčlenným týmem (Scawen Roberts, Eric Bailey, a Victor van Vlaardingen). Hlavním účelem hry je poskytnout realistický závodní zážitek při online multiplayeru a single playerové závody proti AI (Artificial Intelligence) vozům. Závodníci také mohou vytvářet své osobní rekordy v režimu Měřená kola.
LFS je distribuováno přes internet. Plná hra může být stažena a z oficiálního webu a může být nainstalována, ale pro odemčení všech možností hry je vyžadováno zakoupení licence. Bez licence je možné hru zpřístupnit pouze jako demoverzi. Licenci, umožňující odemčení veškerého obsahu hry, je možné zakoupit na oficiálním webu za £36.

## Vydání
Hra má být vydána ve třech fázích, S1 (Stage 1), S2, a S3. Každá fáze bude obsahovat různá vylepšení, jako jsou fyzikální model, grafika a zvuk. Ti, kteří vlastní jednu z fází hry, mají samozřejmě přístup i k funkcím předchozích fází a demo serverům.
Plně fungující oficiální Alpha verze LFS S2 byla vydána 24. června 2005. I přes to, že se jedná o verzi Alpha, jsou do hry vkládány nové věci namísto vylepšování těch stávajících.
Poslední verze (0.7D) byla vydána 15. dubna 2022.

## Simulace
Fyzikální engine hry simuluje pneumatiky, různé druhy zavěšení, aerodynamiku, hnací ústrojí, několik typů převodovky, přehřívání spojky a poškození zavěšení kol, karoserie a částečně i motoru. Některé z hlavních rysů matematického modelu pneumatiky (který není založen na Pacejkově formuli) vytvořeného Scawenem Robertsem jsou: každá pneumatika je rozdělena do 48 částí (16 částí po obvodu a 3 části po šířce pneumatiky), dynamické opotřebení, prach/bláto na povrchu, probrzděné plochy, viditelná deformace pneumatiky.

## Hratelnost
Hra podporuje řízení pomocí volantu, myši, klávesnice, joysticku nebo gamepadu. LFS je mezi simulátory výjimečné v tom, že nabízí řízení myší, což je dobré pro ty závodníky, kteří nevlastní volant, ale chtějí mít jemnější ovládání, než s použitím klávesnice.
Závody mohou být nastaveny od jednoho až po stovky kol, nebo mohou být nastaveny na určitý časový úsek, jak je často zvykem u vytrvalostních závodů. V LFS je také podpora pit stopů, kde si lze doplnit palivo, vyměnit pneumatiky, nebo opravit poškození vozu. Během závodu online jsou také možné výměny jezdců při závodě. Omezení rychlosti v boxech na 80 km/h (50 mph) a za jeho porušení jsou udělovány stejné tresty jako v reálném motorsportu. To zahrnuje trest projetí boxovou uličkou, stop&go, nebo časová penalizace. Startovní rošt mohou být seřazeny náhodně, podle pořadí v předchozím závodě, nebo podle časů po kvalifikaci před závodem.
Tréninkový mód je zde uveden jako závodnická škola, která by měla pomoci novým jezdcům seznámit se se základními řidičskými schopnostmi a charakteristikou ovládání každého typu vozu. Lekce obsahují takové subjekty jako např. jízdu zatáčkou nebo ovládání brzdy a plynu. Abyste těmito lekcemi prošli, musí být splněny za určitý čas bez toho, aniž byste se dotkli nějaké překážky nebo jiných vozů. Splnění lekcí nemá vliv na odemykání nových vozů, všechny jsou dostupné již od začátku.

## Auta
Verze S2 obsahuje 20 vozů, od klasických silničních automobilů až po vozy vyžadující více zkušeností. Rozsah výkonů vozů je celkem veliký, začíná někde kolem 100 koní (70 kW) a u nejvýkonnějších aut se výkon pohybuje okolo 700 k (500 kW). Vybírat můžete z fiktivních sportovních vozů, grand-tourerů (GT) příbuzným DTM a dřívějším JGTC vozům, nebo ze silničních hatchbacků s poháněnou přední nápravou. I když LFS obsahuje převážně vymyšlená auta, má také čtyři oficiálně licencované vozy:
- BMW Sauber F1.06
- Formula BMW
- McGill University's Formula SAE (ve spojení s McGill Racing Team)
- RaceAbout '03 – koncept sportovního vozu navržený společností Helsinki Polytechnic Stadia

## Tratě
LFS má sedm fiktivních oblastí s tratěmi, zahrnující i jednu volně inspirovanou na východní části Londýna, jednu založenou na prostředí Jamajky a jednu poblíž oblasti Kyoto v Japonsku. Každá trať má několik odlišných konfigurací a každá konfigurace může být zajeta i opačným směrem. LFS má také jeden reálný okruh, a to britský Rockingham Motor Speedway.
Celkem hra nabízí 73 konfigurací zahrnujících i tři rallycrossové tratě. Navíc si mohou uživatelé vytvořit vlastní autokrosové dráhy (layouty) za použití kuželů a jiných objektů pomocí editoru autokrosu (SHIFT+U); dvě oblasti s parkovištěm jsou na tvorbu takovýchto layoutů ideální.

## Intel Racing Tour a V1 Championship

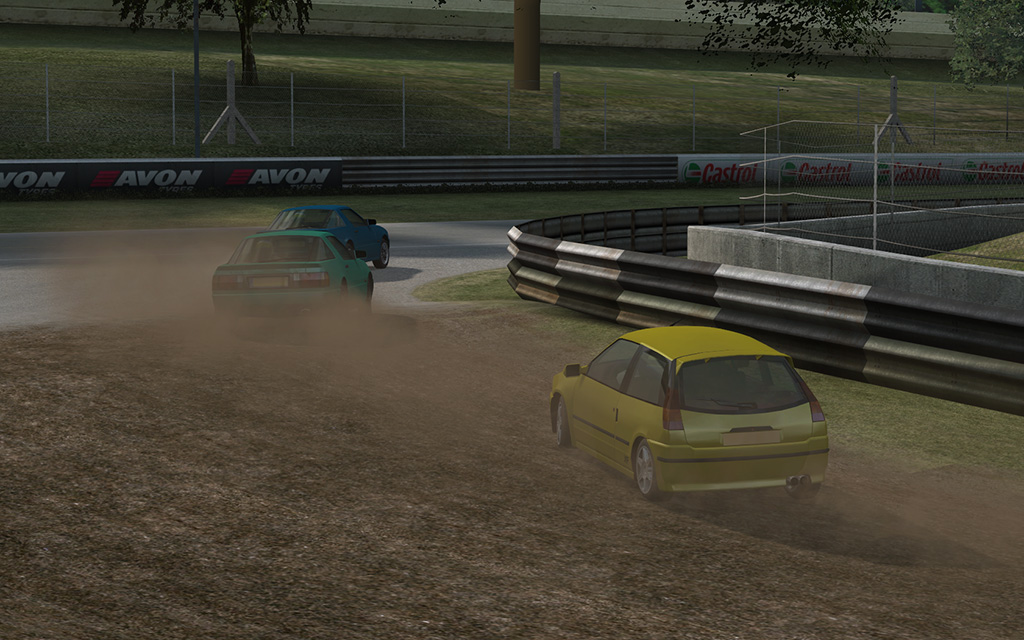
Rallycross na trati Blackwood GP

LFS se zúčastnilo poháru Intel Racing Tour, soutěže pořádané v Německu v roce 2007 spolu s novým BMW Z4 jako hlavní cenou pro vítěze. Díky Intel Racing Tour byl do hry zařazen i monopost BMW Sauber F1.
LFS je také spojen s pohárem V1 Championship, který byl spuštěn v roce 2008 a byl vysílán v televizi ve Velké Británii. V1 Championship je soutěž pořádaná společností s názvem V1 Championship Limited, jejíž cíl je nalézt nové britské závodní talenty. LFS je použito jako část výběru jezdců spolu s psychologickými a psychickými testy ještě před testováním v opravdových vozech. Pokud je uchazeč úspěšný ve V1 Championshipu, získá místo v závodním týmu a může mu začít kariéra v motorsportu.
Díky této spolupráci s V1 Championshipem LFS získalo licenci na vůz Formula BMW. Scawen Roberts byl pozván na testovací den v opravdovém voze poskytnutém společností Fortec Motorsport.

## Leipzig Games Convention 2008 a VW Scirocco
LFS bylo ve spolupráci s Turtle Entertainment a Volkswagenem využito, aby v roce 2008 odhalilo nový Scirocco v Leipzig Games Convention. Cena pro vítěze této soutěže, které se LFS účastnilo, byl opravdový vůz Scirocco. Podrobnosti o přidání tohoto vozu do veřejné verze LFS nejsou prozatím známy.

## LFS World
LFS je spojeno s webem LFSWorld.net, obsáhlým webem se statistikami a databází unikátní online podporou skinů. Online statistiky každého závodníka jsou aktualizovány a obsahují mimo jiné i nejrychlejší zajetá kola, počte kol, ujetou vzdálenost, počet spáleného paliva. Ostatní uživatelé tyto statistiky samozřejmě mohou vidět i u všech ostatních hráčů. Na webu je také databáze závodních týmů. Navíc je zde seznam oficiálních světových rekordů v čase za kolo, kam mohou závodníci nahrát jejich „hotlapy“ nebo zhlédnout záznamy ostatních. Uživatelé také mohou nahrát na web své vlastní skiny, které jsou poté automaticky stahovány do hry ostatním hráčům.

## Kritika
LFS je často kritizováno, že není otevřeno vůči modům aut a tratí. Diskuse o tvorbě modů a jejich vydávání není na oficiálním fóru povoleno. Časté je také obdržení neoprávněného banu ihned po vstupu na servery.

## Recenze a ocenění
V recenzi Live for Speed S1 z roku 2003 na PC Gameworld (autor Walter Hurdle) byla hra zhodnocena 89 % a v recenzi byla uvedena jako „Velmi vydařená simulace, která nabízí zábavu a velkou úroveň reálnosti.“
Recenze LFS S1 časopisu Pelit z roku 2004 (autorMika Äärilä) dosáhla hodnocení 92/100 a bylo v ní řečeno "Luxusní auta a vytříbená simulace. Absolutní špička." (volně přeloženo z finštiny, poté z angličtiny)
COMPUTEAM Race Authority uvádí, že Live for Speed je "nejpokročilejší dostupný automobilový závodní simulátor."
V roce 2005 časopis AutoSimSport udělil LFS ocenění "Nejlepší simulace" a čtenáři webu Blackhole Motorsports hlasovali pro ocenění LFS těmito následujícími cenami:
- BHM ocenění "Hra roku"
- BHM ocenění "Nejlepší multiplayer"
- BHM ocenění "Nejlepší fyzika"

### Oficiální stránky
- Oficiální web o LFS
- Oficiální statistiky LFSWorld
- Diskusní fórum

### Ostatní stránky
- LFS Manual Wiki
- Česká LFS komunita